# Штайгер, Галлус
Галлус Штайгер, имя в миру — Бернхард (нем.  Gallus Steiger, 27 марта 1879 года, Бюрон, Швейцария — 26 ноября 1966 года, Перамихо, Танзания) — католический прелат и миссионер, первый аббат Перамихо с 15 февраля 1928 года по 6 декабря 1952 года, апостольский префект Линди с 22 февраля 1922 года по 1927 года, ординарий территориального аббатства Линди и Перамихо с 1927 года по 6 декабря 1952 года. Член монашеского ордена бенедиктинцев.

## Биография
Родился в 1867 году в швейцарском городе Бюрон. После окончания гимназии в родном городе в 1902 году поступил бенедиктинский монастырь святой Одилии Эльзасской в районе Ландсберг-ам-Лех. 23 июля 1905 году был рукоположён в священники. В 1905 году отправился на миссию в южную Танзанию, где служил в монастыре Перамихо.
15 февраля 1923 года римский папа Пий XI назначил его апостольским префектом Линди. 15 февраля 1928 года был избран аббатом монастыря в Перамихо. 11 декабря 1933 года римский папа Пий XI назначил его ординарием территориального аббатства Перамихо и титулярным епископом Калькиса Греческого. 1 июля 1934 года состоялось его рукоположение в епископы, которое совершил титулярный архиепископ Сарда и апостольский делегат Британских миссий в Африке Артур Хинсли в сослужении с титулярным архиепископом Аназарбия Альбином Раймундом Нетцхаммером и епископом Базеля Йозефом Амбюлем.
Основал несколько миссионерских центров и построил около 50 храмов в Южной Танзании. Занимался организацией здравоохранения, выступал за использование суахили в качестве государственного языка. В 1948 году построил храм в Перамихо.
6 декабря 1952 года подал в отставку. Скончался в Перамихо в 1966 году. Похоронен на территории местного монастыря.